# Margattea punctulata
Margattea punctulata es una especie de cucaracha del género Margattea, familia Ectobiidae. Fue descrita científicamente por Brunner von Wattenwyl en 1893.
Habita en China y Birmania.